# William W. Norton
William Wallace "Bill" Norton, Jr. (* 24. September 1925 in Ogden, Utah; † 1. Oktober 2010 in Santa Barbara, Kalifornien) war ein US-amerikanischer Drehbuchautor.

## Leben
Norton zog mit seiner Familie nach dem Verlust ihrer Ranch über Berkeley nach El Monte. Während des Zweiten Weltkrieges diente er bei der Armee und wurde in Europa eingesetzt. Danach fand er Anstellung als Ranger im kalifornischen Nationalpark. In den 1950er und 1960er Jahren schrieb er erste Geschichten für kleinere literarische Magazine und Bühnenstücke, die in kleinen Theatern in Los Angeles aufgeführt wurden.
Norton war politisch interessiert und gehörte zeitweise der Kommunistischen Partei an, weshalb er vor dem Komitee für unamerikanische Umtriebe aussagen musste. Auch in späteren Jahren blieb er, Sohn mormonischer Pioniere, ein streitbarer Vertreter für Menschenrechte und der Befreiungstheologie. In den 1980er Jahren unterstützte er die katholische Seite im Nordirland-Konflikt und wurde wegen Waffenhandels dorthin verhaftet und verbrachte 19 Monate im Gefängnis. Anschließend erhielten er und seine Fau Asyl in Nicaragua. In den 1990er Jahren lebte er in Kuba, bald jedoch zog er enttäuscht von den Verhältnissen dort nach Mexiko. Unter abenteuerlichen Umständen gelangte er in sein Heimatland zurück. Sein letztes, 1990 entstandenes Drehbuch, Exiled in America, verarbeitet Teile seines eigenen Lebens.
Erstmals arbeitete er für das Fernsehen durch seine Beteiligung an den Büchern zur Fernsehserie Big Valley, sein erster erfolgreicher Kinofilm war Mit eisernen Fäusten im Jahr 1968. Im folgenden Jahrzehnt schrieb er die meisten seiner 22 Drehbücher, darunter Brannigan – Ein Mann aus Stahl für John Wayne und den Tierhorror-Film Panik in der Sierra Nova.

## Filmografie (Auswahl)
- 1968: Mit eisernen Fäusten (The Scalphunters)
- 1969: Sam Whiskey
- 1970: Ausbruch der 28 (The McKenzie Break)
- 1971: Leise weht der Wind des Todes (The Hunting Party)
- 1973: Der Tiger hetzt die Meute (White Lightning)
- 1975: Brannigan – Ein Mann aus Stahl (Brannigan)
- 1976: Mein Name ist Gator (Gator)
- 1977: Panik in der Sierra Nova (Day of the Animals)
- 1992: Exiled in America